# Oscar Emilio Bolaño
Oscar Emilio Bolaño Meza (ur. 14 maja 1951 w Pueblo Viejo, zm. 29 stycznia 2017 w Santa Marta) – kolumbijski piłkarz grający na pozycji obrońcy. Uczestnik trzech turniejów Copa América w latach 1975, 1979 oraz 1983.